# エリック・マスキン
エリック・スターク・マスキン（Eric Stark Maskin、1950年12月12日 - ）は、アメリカ合衆国の経済学者。メカニズムデザインの理論の基礎を確立した功績により、レオニード・ハーヴィッツ、ロジャー・マイヤーソンとともに2007年のノーベル経済学賞を受賞した。

## 略歴
- 1950年　マスキンは、ニューヨークで無宗教のユダヤ人の家庭に生まれる。
- 1968年　ニュージャージー州テナフリーのTenafly High Schoolを卒業する。
- 1972年　ハーバード大学で学士号（A.B.、数学）を得て卒業する。
- 1974年　ハーバード大学より修士号（A.M.、応用数学）を取得する。。
- 1976年　ハーバード大学より博士号（Ph.D.、応用数学）を取得する。
- 1976年～1977年　ケンブリッジ大学のジーザス・カレッジでフェローとして働く。
- 1977年～1980年　マサチューセッツ工科大学の助教授となる。
- 1980年～1981年　マサチューセッツ工科大学の准教授となる。
- 1981年～1984年　マサチューセッツ工科大学の教授となる。
- 1985年～1997年　ハーバード大学の教授となる。
- 1997年～2000年　ハーバード大学の教授（Louis Berkman Professor of Economics）となる。
- 2000年～2011年　プリンストン高等研究所の教授（Albert O. Hirschman Professor of Social Science）となる。
- 2000年～2012年　プリンストン大学の経済学客員講師となる。
- 2012年～現在　ハーバード大学の教授（Adams University Professor）となる。

## 名誉・受賞
- 1980年～1981年　グッゲンハイム財団のフェローシップを得る。
- 1981年～現在　計量経済学会のフェローとなる（2003年　計量経済学会の会長となる）。
- 1983年～1985年　スローン・リサーチのフェローシップを得る。
- 1994年　アメリカ芸術科学アカデミーのフェローとなる。
- 2003年　イギリス学士院の通信会員となる。
- 2004年　欧州経済学会のフェローとなる。
- 2007年　ノーベル経済学賞を受賞する（レオニード・ハーヴィッツ、ロジャー・マイヤーソンとともに受賞）。
- 2008年　米国科学アカデミーの会員となる。
- 2010年　ハーバード大学の百年祭メダルを得る。
- 2011年　Cristobal Gabarron Foundation Economics Awardを得る。

## 主要業績
- 彼は、ゲーム理論、インセンティブの経済学、契約理論など様々な分野で活躍したが、特にメカニズムデザインの研究でよく知られている。現在は各国の選挙制度の比較や不平等の原因の解明、連立構成の研究などを行っている。
- マスキン単調性を提唱した。

## ソフトウェア特許
- マスキンは、ソフトウェア特許は開発の意欲を刺激するプラスの面よりも革新を阻害するマイナスの面の方が大きいと主張している。彼は、ソフトウェア、半導体、コンピュータなどの業界は、歴史的に特許による保護が弱くても革新的に発展してきたと述べている。この業界の革新的な成果は互いに補い合う性質のもので、競争は将来の収益を減らすだけであり、このような動的な業界においては「特許による保護は全体的な革新力を弱め、公共の利益に合わない」と断じている。

## 主要論文
- The Folk Theorem in Repeated Games with Discounting or with Incomplete Information (with D. Fudenberg), Econometrica (1986)
- Credit and Efficiency in Centralized and Decentralized Economies (with M. Dewatripon), Review of Economic Studies (1995)
- Nash Equilibrium and Welfare Optimality, Review of Economic Studies (1999)